# Herman Todts
Herman Todts (Mortsel, 7 december 1921 – Antwerpen, 2 juli 1993) was een Vlaams politicus en maatschappelijk activist.

## Levensloop
Todts was humanioraleerling in het Sint-Gabriëlscollege (Boechout). Hij doorliep vervolgens de kandidaturen geschiedenis en politieke en sociale wetenschappen aan de Rijksuniversiteit Gent (RUG). De studies werden onderbroken door de naoorlogse problemen en hij werd bediende in een bedrijf. Na enkele jaren stapte hij over op politieke activiteiten en op het publiceren, meer bepaald over aspecten van de Vlaamse Beweging.
Tegen het einde van de Tweede Wereldoorlog stichtte hij, als jonge twintiger, samen met onder meer Jos Moorkens en Frans Van Mechelen het Dietsch Studenten Keurfront (1943), dat zich opstelde tegen het collaborerende Vlaamsch Nationaal Verbond (VNV), vanuit een Dietse, door het Verdinaso geïnspireerde gedachtegang. Hij werd twee jaar na de Bevrijding gearresteerd en verbleef in 1946-47 in voorhechtenis in Gent en Lokeren. Op 15 maart 1948 werd hij veroordeeld tot één jaar gevangenisstraf, hetzij de periode van voorhechtenis die hij had ondergaan. De reden hiervoor was dat hij betrapt werd omdat hij hulp had verleend aan personen die zich aan het gerecht wilden onttrekken, meer bepaald aan Paul Daels. Hij herwon zijn politieke en burgerlijke rechten in 1952 en verkreeg in 1957 eerherstel.
Vanaf 1948 werd hij weer actief. Hij sloot aan bij de Solidaristische Beweging van Frans Van Mechelen, die slechts een kort bestaan kende. Hij werd tevens de organisator in Antwerpen van het door de Katholieke Vlaamse Landsbond georganiseerde eerste Paascongres der Vlaamse Jongeren. In 1949 stichtte hij, samen met de oud-dinaso's Wim Jorissen, Franciscus Longville en Juul de Clercq de Diets-nationalistische politieke partij De Volksunie. De partij kende slechts een zeer kortstondig bestaan, net zoals zijn orgaan De Voorpost. In 1951 organiseerde hij, samen met Jorissen, G. Peeters en Mon de Clopper, het Tweede Paascongres der Vlaamse Jongeren, dat ditmaal doorging zonder deelname van de Katholieke Vlaamse Landsbond en van katholieke jeugdorganisaties en waar de stem kon worden gehoord van jonge academici die tot collaboratiegezinnen behoorden en stilaan in het politiek debat hun stem lieten horen.
Op het politiek vlak sloot hij vervolgens aan bij de Christelijke Volkspartij. Hij was een van de initiatiefnemers voor het eerste afzonderlijke congres van de Vlaamse CVP in 1964. In 1970 werd hij CVP-gemeenteraadslid in Deurne, en van 1976 tot 1982 was hij er schepen voor cultuur en middenstand. In 1972 werd hij redactiesecretaris van het CVP-tijdschrift Gemeente en Provincie en in juni 1974 werd hij adviseur op het kabinet van minister Robert Vandekerckhove.

## Amnestie
Bij zijn eerste activiteiten liet Todts zich al kennen als een overtuigd voorstander van amnestie ten voordele van de personen die vanwege hun politieke collaboratie met de nazi's werden veroordeeld. Hij nam afstand van degenen die in Vlaams-nationalistische richting evolueerden en de stichters zouden worden van de Volksunie. Hij werd lid in 1957 van het Verbond van het Vlaams Verzet, een kleine groep van Vlaamsgezinde maar Belgisch-getrouwe voormalige verzetslieden, onder wie Louis Kiebooms. 
Todts oversteeg weldra in zijn amnestiebetrachtingen het Vlaamse collaboratiekader en richtte zich op de internationale scène, zonder daarom de Vlaamse amnestiebeweging te veronachtzamen. Hij werd lid van het Belgisch comité van de Conférence d'Europe Occidentale pour l'Amnistie aux Emprisonnés et Exilés Politiques Espagnols. Op de conferentie van deze beweging, op 25-26 maart 1961 in Parijs, hield hij een toespraak waarin hij benadrukte dat het een taak was niet alleen gevangenen vrij te krijgen, maar ook ze na hun vrijlating hun volle plaats in de samenleving te doen hernemen.
In hetzelfde jaar 1961 lanceerde de Britse advocaat Peter Benenson het Appeal for Amnesty, waarin hij het opnam voor de politieke gevangenen onder uiteenlopende regimes, wat leidde tot de oprichting van Amnesty International. Todts en Kiebooms reageerden onmiddellijk en namen deel aan de eerste bijeenkomsten in Londen en Luxemburg. Het jaar daarop organiseerden ze het eerste internationaal congres van 'Amnesty International' in de abdij van Male. Zowel Todts als Kiebooms speelden een belangrijke rol bij de naamgeving voor de nieuwe organisatie.

## Geschiedschrijving
Todts was actief als publicist over de actuele Vlaamse Beweging.
In 1961 werd hij redacteur bij het tijdschrift van de dominicanen, Kultuurleven. Hierin liet hij geregeld een kroniek verschijnen met informatie over de Vlaamse Beweging. 
Vooral schreef hij de zesdelige reeks Hoop en Wanhoop der Vlaamsgezinden (1961-1988), uitgegeven door het Davidsfonds, waarin hij, geperiodiseerd, de naoorlogse Vlaamse Beweging beschreef. Hij besteedde hierbij heel wat aandacht aan de evoluties binnen de CVP. In 1979 publiceerde hij, samen met Willy Jonckheere, de geschiedenis van de splitsing van de Leuvense katholieke universiteit.
Uit zijn postuum gepubliceerd 'politiek testament' bleek dat hij zijn overtuiging in het verder bestaan van het koninkrijk België was kwijtgespeeld. Hij stelde: "België zal op korte termijn ophouden te bestaan en Vlaanderen vindt dan wel als zelfstandige entiteit een eigen weg naar Europa." Dertig jaar later was een splitsing nog niet in zicht.

## Publicaties

### Boeken en brochures
- Dood Europa?, 1949.
- Nationalistische stromingen en gedachten in Vlaanderen na de bevrijding, 1950.
- Ik klaag aan, 1952.
- Problemen der repressie, 1960.
- Hoop en wanhoop der Vlaamsgezinden. Kroniek van de Vlaamse Beweging 1944-1954, I, 1961.
- Hoop en wanhoop der Vlaamsgezinden. Kroniek van de Vlaamse Beweging 1954-1965, II, 1967.
- Hoop en wanhoop der Vlaamsgezinden. België op de tweesprong, III, 1971.
- Hoop en wanhoop der Vlaamsgezinden. Van gemeenschap tot gemeenschap. De onvoltooide symphonie, IV, 1975.
- (samen met W. Jonckheere) Leuven Vlaams. Splitsingsgeschiedenis van de Katholieke Universiteit te Leuven, 1979.
- Hoop en wanhoop der Vlaamsgezinden. Onomkeerbaar en voorlopig, V, 1982.
- Hoop en wanhoop der Vlaamsgezinden. Staat in ontbinding? België de jaren '80, VI, 1988.
- Federalisme, het einde?, postuum, Leuven, Davidsfonds Historische Reeks, nr. 23, 1995.

### Artikels
- Waalse Beweging: frankofoon verweer, in: Ons Erfdeel, nr. 1, 1970.
- De Vlaamse Gewestraad 1974-1977, in: Liber Amicorum Raf Hulpiau, 1978.
- Van Hertoginnedal naar Cultuurparlementen, in: M. Vanhaegendoren, Geel en zwart van de driekleur, 1980.
- 'De Belgische staatshervorming tussen 1970 en 1980, in: Kultuurleven, 1981.
- Hoe Vlaanderen het maakte, in: Knack (18 en 25 mei, 1-29 juni, en 6 juli 1983).
- 'September 1944. De Bevrijding, in: Aktueel, 1984.
- Artikels in Neerlandia, Ons Erfdeel, Kultuurleven, Gazet van Antwerpen, Encyclopedie van de Vlaamse Beweging (1973-1975).